# Тодорка Бурова
Тодорка Бурова (15 юли 1902 — 1985) е български художник и живописец.

## Биография
Родена е в Русе на 15 юли 1902 г. Дъщеря е на банкера Иван Буров и е племенница на банкера и политик Атанас Буров. На 6-7 годишна възраст губи слуха си, поради заболяване от менингит. От 1909 г. заедно със семейството си живее в София. През 1930 г. завършва живопис в Художествената академия в Дрезден при проф. Ото Дикс. След завършването си е член на Дружеството на новите художници. Прави колективни изложби в Берлин, Атина, Прага. След 1944 г. творчеството на Тодорка Бурова е обявено за формалистично и е изключена от Съюза на българските художници. Не престава да твори в своето ателие до края на живота си.
Почива през 1985 г.

## Творчество
Работи предимно в областта на пейзажа и натюрморта, използвайки всякакви художествени средства. Занимава се и с направата на кукли. Нейни картини се съхраняват в Националната художествена галерия в София. По-известни творби са:
- „Калии“ (1930)
- „Натюрморт – ябълки“ (1934)
- „Портрет на селско момиче“ (1937)
- „Натюрморт“ (1959)
- „Парк“ (1960)